# Бад-Урах
Бад-Урах (нім. Bad Urach) — місто в Німеччині, знаходиться в землі Баден-Вюртемберг. Підпорядковується адміністративному округу Тюбінген. Входить до складу району Ройтлінген.
Площа — 55,50 км2. Населення становить 12 473 ос. (станом на 31 грудня 2020).